# Římskokatolická farnost Ondřejov
Římskokatolická farnost Ondřejov je zaniklým územním společenstvím římských katolíků v rámci českokrumlovského vikariátu českobudějovické diecéze. Farnost zanikla poslední den roku 2019, od 1. ledna 2020 je jejím právním nástupcem Římskokatolická farnost Kájov.

## O farnosti

### Historie
Vznik farnosti v Ondřejově byl projevem osvícenských reforem duchovní správy. Byla zřízená v roce 1728, od tohoto roku jsou vedeny i matriční knihy. Od svého založení do roku 1946 pokrývala farnost stejné území, do kterého patřily Chlumany, Květná, Nová Víska, Ondřejov, Pražačka, Račín, Strouhy, Vítěšovičtí Uhlíři, Zadní Bor a Zlatá. Výstavba farního kostela pod patronací knížete Adama Františka ze Schwarzenbergu a jeho choti Eleonory Amálie začala položením základního kamene 27. července 1728, do kterého byla vložená zlatá pamětní medaile darovaná Annou Marií Schazmannovou. Architektonické plány ke stavbě dodali knížecí polír František Fortin a stavitel Antonín Erhart Martinelli. Kníže, jako stavebník, se nakonec rozhodl oba návrhy zkombinovat a již 30. listopadu 1728 byl vysvěcen presbytář, 2. července 1729 pak celá novostavba kostela.
Za první světové války byl zrekvírován největší kostelní zvon zasvěcený svatému Ondřejovi, odlitý Sylviem Kreutzem v Linci v roce 1728 či 1729 o váze 283 kilogramů.
Za druhé světové války byla farnost zahrnuta do počtu farností, které byly nuceně podřízeny linecké diecézi, v roce 1945 byla navrácena diecézi českobudějovické. 
V roce 1946 bylo rozhodnuto začlenit území ondřejovské farnosti do vojenského tábora Boletice, což znamenalo její vysídlení a zničení. O rok později byl zdokumentován interiér kostela a následovalo jeho odstrojení - většina mobiliáře byla převezena do Zlaté Koruny. Vzácné varhany od varhanáře Bedřicha Semráda z roku 1753 však byly vandalsky zničeny. V roce 1950 přešel kostel do majetku státu, ani poslední pokus o jeho záchranu ze strany Státní památkové správy se nezdařil a kostel byl v roce 1958 stržen. Farnost tak zůstala existovat pouze administrativně.
| Kostel                                          | Místo    | Bohoslužba    | Bohoslužba    | Poznámka             |
| ----------------------------------------------- | -------- | ------------- | ------------- | -------------------- |
| Kostel Navštívení Panny Marie a svatého Ondřeje | Ondřejov | nelze sloužit | nelze sloužit | zbořený farní kostel |